# André Strappe
André Strappe (Bully-les-Mines, 23 febbraio 1928 – Le Havre, 10 febbraio 2006) è stato un calciatore e allenatore di calcio francese, di ruolo centrocampista.

## Carriera

### Club
Cresciuto calcisticamente nell'ES Bully, nel corso della sua carriera militò in diverse formazioni francesi, distinguendosi per il suo contributo decisivo sia in campionato che in coppa. Vestì per quasi un decennio la maglia del Lilla, dal 1948 al 1957, periodo durante il quale contribuì alla conquista del titolo nazionale nella stagione 1953-1954 e di due Coppe di Francia, vinte nel 1953 e nel 1955. Successivamente si trasferì al Le Havre, dove rimase fino al 1961 e vinse un'ulteriore Coppa di Francia nel 1959.
Nel 1961 approdò al Nantes, con cui giocò un ruolo importante nel guidare la squadra alla sua prima storica promozione in Division 1 al termine della stagione 1962-1963. Chiuse inizialmente la carriera al termine della stagione 1963-1964, disputata con il Bastia, prima di tornare in campo per un'ultima parentesi agonistica nel 1970-1971 con lo Châteauroux, con cui collezionò 10 presenze e realizzò 2 reti.

### Nazionale
Durante la sua carriera Strappe ha totalizzato anche 23 presenze e quattro goal nella nazionale francese, partecipando ai campionati mondiali del 1954.

### Allenatore
Ritiratosi dall'attività calcistica, Strappe intraprenderà la carriera di allenatore allenando il Bastia, il Tavaux-Damparis e il Châteauroux.

## Palmarès

### Giocatore

#### Club
- Campionato francese: 1

Lilla: 1953-1954
- Coppa di Francia: 3

Lilla: 1953-1954, 1954-1955
Le Havre: 1958-1959
- Supercoppa francese: 1

Le Havre: 1959

#### Individuale
- Capocannoniere della Coppa Latina: 1

1951 (5 gol)